# Christoph Zerbst
Christoph Zerbst (ur. 16 grudnia 1963 w Salzburgu) – austriacki wioślarz. Srebrny medalista olimpijski z Barcelony.
Brał udział w dwóch igrzyskach olimpijskich (IO 92, IO 96, IO 00). W 1992 sięgnął po srebro w dwójce podwójnej, wspólnie z Arnoldem Jonke. W 1990 wywalczyli złoto mistrzostw świata w tej samej konkurencji, w 1989 brąz.